# Pyrenula oleosa
Pyrenula oleosa är en lavart som beskrevs av R. C. Harris. Pyrenula oleosa ingår i släktet Pyrenula och familjen Pyrenulaceae.   Inga underarter finns listade i Catalogue of Life.